# Municipio de Talbot
El municipio de Talbot (en inglés: Talbot Township) es un municipio ubicado en el condado de Bowman en el estado estadounidense de Dakota del Norte. En el año 2010 tenía una población de 104 habitantes y una densidad poblacional de 1,12 personas por km².

## Geografía
El municipio de Talbot se encuentra ubicado en las coordenadas 46°10′1″N 103°18′15″O / 46.16694, -103.30417. Según la Oficina del Censo de los Estados Unidos, el municipio tiene una superficie total de 92.86 km², de la cual 92,78 km² corresponden a tierra firme y (0,08 %) 0,08 km² es agua.

## Demografía
Según el censo de 2010, había 104 personas residiendo en el municipio de Talbot. La densidad de población era de 1,12 hab./km². De los 104 habitantes, el municipio de Talbot estaba compuesto por el 95,19 % blancos, el 0,96 % eran amerindios, el 2,88 % eran de otras razas y el 0,96 % eran de una mezcla de razas. Del total de la población el 2,88 % eran hispanos o latinos de cualquier raza.